# Banca del seme
La banca del seme (chiamata alternativamente criobanca) è un'azienda in cui viene acquistato lo sperma di donatori (anonimi in alcuni Stati o aziende) in cambio di denaro. Quello stesso sperma, crioconservato a -197 gradi in azoto liquido, viene poi utilizzato per la fecondazione assistita.
In alcuni casi la banca del seme conserva anche ovociti di donatrici.
Alle banche del seme si possono rivolgere coppie eterosessuali in caso di infertilità o di malattie genetiche, ma i clienti possono essere, ove le leggi lo consentano, anche single o coppie omosessuali che desiderino avere dei figli.
In altri casi, l'acquirente cerca un figlio con determinate caratteristiche, e ciò pone un problema etico legato ad un uso eugenetico delle banche del seme.